# Чемпионат Европы по шоссейному велоспорту 2003
9-й Чемпионат Европы по шоссейному велоспорту проводился с 15 по 17 августа 2003 года в Афинах (Греция) под эгидой Европейского союза велосипедистов. Программа чемпионата включала индивидуальные и групповые гонки среди мужчин и женщин в возрасте до 23-х лет. Гонки на время проходили в Вулиагмени. Это событие стало важной частью подготовки Греции к Олимпийским играм 2004 года, которые также проходили в Афинах.
Соревнования проводились в соответствии с правилами UEC, а участники выступали в национальных цветах, представляя свои страны. Победители получили право носить специальную чемпионскую майку — белую с синими полосами и жёлтыми звёздами, символизирующую флаг Европы.
В соревнованиях участвовали молодые спортсмены из различных европейских стран, отобранные национальными федерациями велоспорта.
Чемпионат 2003 года был важным событием для молодых велосипедистов, многие из которых позже стали известными профессионалами. Например, Джованни Висконти, победитель мужской групповой гонки, впоследствии стал успешным профессиональным гонщиком, выигравшим несколько этапов на крупных гонках.
Марк Вандервивер, четырёхкратный участник Тур де Франс и официальный наблюдатель UCI, высоко оценил трассу групповой гонки, проходившую мимо исторических памятников Афин, назвав её «по-настоящему замечательной и даже развлекательной».
Для проведения гонки по центру Афин были перекрыты значительные участки дорог, включая площадь Омония, проспекты Патисион и Александрас, улицы Иппократус, Академиас и Канари, а также район холма Ликавит. Движение общественного транспорта было существенно изменено, включая приостановку работы автобусной линии E95, соединяющей площадь Синтагма с аэропортом.

## Программа чемпионата
| Дата                 | Дисциплина           | Дистанция            |
| Индивидуальные гонки | Индивидуальные гонки | Индивидуальные гонки |
| -------------------- | -------------------- | -------------------- |
| 15 августа           | Женщины до 23-х лет  | 24,0 км              |
| 15 августа           | Мужчины до 23-х лет  | 32 км                |
| Групповые гонки      |                      |                      |
| 17 августа           | Женщины до 23-х лет  | 105,6 км             |
| 17 августа           | Мужчины до 23-х лет  | 156,8 км             |

## Результаты
Германия стала лидером медального зачёта, завоевав три медали, включая одно золото. Франция и Испания также показали сильные результаты, каждая с двумя медалями, в то время как Италия получила одно золото. Словения, Нидерланды и Россия также вошли в медальный зачёт.
| Дисциплина           | Золото                     | Золото     | Серебро                  | Серебро | Бронза                    | Бронза |
| -------------------- | -------------------------- | ---------- | ------------------------ | ------- | ------------------------- | ------ |
| Мужчины до 23-х лет  |                            |            |                          |         |                           |        |
| Групповая гонка      | Джованни Висконти · Италия | 4ч 10' 31" | Жереми Руа · Франция     | + 0"    | Кристиан Файт · Словения  | + 0"   |
| Индивидуальная гонка | Маркус Фотен · Германия    | 41' 32"    | Юре Зримшек · Словения   | + 6"    | Владимир Гусев · Россия   | + 11"  |
| Женщины до 23-х лет  |                            |            |                          |         |                           |        |
| Групповая гонка      | Мария Морено · Испания     | 3ч 03' 28" | Тереза Сенфф · Германия  | + 39"   | Вера Кудодер · Нидерланды | + 0"   |
| Индивидуальная гонка | Виржиния Муанар · Франция  | 33' 29"    | Мадлен Сандиг · Германия | + 6"    | Мария Морено · Испания    | + 11"  |

## Медальный зачёт
| Место | Страна     | Золото | Серебро | Бронза | Всего |
| ----- | ---------- | ------ | ------- | ------ | ----- |
| 1     | Германия   | 1      | 2       | 0      | 3     |
| 2     | Франция    | 1      | 1       | 0      | 2     |
| 3     | Испания    | 1      | 0       | 1      | 2     |
| 4     | Италия     | 1      | 0       | 0      | 1     |
| 5     | Словения   | 0      | 1       | 1      | 2     |
| 6     | Нидерланды | 0      | 0       | 1      | 1     |
| 6     | Россия     | 0      | 0       | 1      | 1     |